# Yōkaku no Majoromi
Yōkaku no Majoromi (羊角のマジョロミ?), también conocida como Sheeply Horned Witch Romi en inglés, es una serie de manga japonés escrito e ilustrado por Yoichi Abe. Ha sido publicada en Bessatsu Dragon Age de Fujimi Shobō (rebautizada como Young Dragon Age en 2019) desde el 25 de septiembre de 2017.

## Publicación
Yōkaku no Majoromi es escrito e ilustrado por Yoichi Aba. Comenzó a publicarse en Bessatsu Dragon Age de Fujimi Shobō el 25 de septiembre de 2017; la revista fue renombrada como Young Dragon Age a partir del 26 de diciembre de 2019. Fujimi Shobō recopila sus capítulos individuales en volúmenes tankōbon. El primer volumen se publicó el 9 de julio de 2020, y hasta el momento se han lanzado dos volúmenes.
El manga tiene licencia para su lanzamiento en inglés en Norteamérica por Seven Seas Entertainment.
| Volúmenes de manga publicados | Volúmenes de manga publicados | Volúmenes de manga publicados |
| Número                        | Fecha de publicación          | ISBN                          |
| ----------------------------- | ----------------------------- | ----------------------------- |
| 1                             | 9 de julio de 2020            | ISBN 9784040736532            |
| 2                             | 7 de enero de 2023            | ISBN 9784040748375            |

## Otras lecturas
- «阿部洋一「羊角のマジョロミ」». Natalie (en japonés). Natasha, Inc. 9 de julio de 2020. Consultado el 21 de noviembre de 2022.